# MTV Arabia
MTV Arabia —en árabe, إم تي في أرابيا— (posteriormente MTV Middle East) fue un canal de televisión abierto de temática musical en árabe. Es parte de la red MTV y es un joint venture entre MTV Networks International y Arabian Television Network parte de Arab Media Group, el mayor grupo de medios de comunicación en los Emiratos Árabes Unidos.
El canal empezó su emisión inicial el 27 de octubre de 2007, y fue lanzado el 17 de noviembre de 2007. Finalizó sus emisiones el 5 de enero de 2015.

## Historia
La primera mención del proyecto surgió dentro de la cobertura del 25º aniversario de MTV en 2006, y fue revelada por Faisal Abbas, el editor de los medios de comunicación de la sede en Londres el diario Asharq al-Awsat, que informó de que MTV está "muy interesado en el mercado de habla árabe", y citó Dean Possenniskie, presidente de la red vicepresidente y gerente general de los mercados emergentes, diciendo:" Espero que esté en el mercado en los próximos 24 meses ", pero "todo depende de encontrar los socios adecuados.
Akon, Ludacris, así como Karl Wolf-libanesa de Canadá y los UAE's Desert Heat participaron en la ceremonia de lanzamiento del canal en noviembre de 2007.
MTV estaba disponible en la región mediante un acuerdo especial con Showtime Arabia. El canal Showtime Arabia proporciona algunos videoclips de la música árabe y un programa de producción local llamada "Mashaweer".
El canal pretende ser una plataforma para la juventud árabe, dejando que sus opiniones sean un factor importante en la futura programación.
MTV Networks International y Arab Media Group también anunciaron el 16 de octubre de 2007 que se estaban uniendo fuerzas para lanzar Nickelodeon Arabia. VH1 Europa también está disponible en el Mundo árabe.
El canal fue rebautizado como MTV Middle East el 30 de agosto de 2011. 
El 5 de enero de 2015, MTV Middle East dejó de transmitirse en Nilesat y todos los servicios del canal se cambiaron a la televisión por suscripción por el operador OSN bajo nombre MTV Live HD.

## Distribución
- Emiratos Árabes Unidos
- Líbano
- Arabia Saudita
- Catar
- Egipto
- Jordania
- Irak
- Omán
- Siria
- Kuwait
- Estado de Palestina
- Yemen
- Baréin
- Sudán
- Marruecos
- Libia
- Mauritania
- Argelia
- Túnez
- República Árabe Saharaui Democrática
- Chad
- Sudán del Sur
- Somalia
- Eritrea
- Yibuti
- Somalilandia